# Fontanetto Po
Fontanetto Po là một đô thị ở tỉnh Vercelli trong vùng Piedmont thuộc Ý, có cự ly khoảng 40 km về phía đông bắc của Torino và khoảng 20 km về phía tây nam của Vercelli. Tại thời điểm ngày 31 tháng 12 năm 2004, đô thị này có dân số 1.264 người và diện tích là 23,3 km².
Fontanetto Po giáp các đô thị: Crescentino, Gabiano, Livorno Ferraris, Moncestino, Palazzolo Vercellese, và Trino.

## Người dân địa phương nổi tiếng
- Giovanni Battista Viotti (1755–1824), nghệ sĩ violin, nhà sáng tác âm nhạc sinh ra ở Fontanetto Po.